# Sublimotion
Sublimotion es un restaurante español situado en San José, Ibiza. Inaugurado en 2014, forma parte del lujoso complejo hotelero que la cadena estadounidense Hard Rock Cafe tiene en la playa d'en Bossa.

## Historia
El restaurante fue inaugurado en el año 2014 por el chef de 2 estrellas Michelin Paco Roncero. El concepto manejado por el restaurante, que tiene como objetivo proporcionar una experiencia de inmersión a través del uso de vídeo y sonido, es similar al utilizado en el restaurante Ultraviolet del chef francés Paul Pairet.
A partir de 2015, el restaurante es considerado el más caro del mundo con un precio medio de 1.500 euros por persona, superando a otros establecimientos como Urasawa y Per Se. En 2019 el restaurante hizo parte del evento Riyadh Season en Arabia Saudita.